# Hotel de Santa Fe
L'Hotel de Santa Fe és una obra historicista de la dècada del 1910, situada a Fogars de Montclús (Vallès Oriental) i inclosa a l'Inventari del Patrimoni Arquitectònic de Catalunya.

## Descripció
Es tracta d'un edifici construït en pedra, formant un castell-palau de cert regust neogòtic. A nivell de planta, dibuixa una L, ja que està conformada per dos cossos rectangulars connectats. Per la part del darrere, hi ha la capella de Santa Fe, però tot i que resta unida és un edifici totalment independent d'aquest. En un dels cossos hi ha una petita torre coronada per merlets.

## Història
La construcció fou erigida entre els anys 1912 i 1914 per encàrrec de Ramon de Montaner i Vila, comte de la Vall de Canet i amo del castell de Santa Florentina. L'any 1936, durant la Guerra Civil, tant l'hotel com la capella van sofrir alguns desperfectes, no obstant van ser restaurats per l'arquitecte Pere Domènech i Roura.
Com que no hi havia electricitat, es va fer construir una presa prop del nou edifici que avui es coneix com l'Estanyol, però que aviat va ser insuficient. El 1920 es va iniciar la construcció d'un segon pantà dissenyat per Pere Domènech i que va ser acabat el 1935. Integrat en l'entorn natural, és el més gran de la conca de la Tordera.